# Teorema de Myers
El teorema de Myers, también conocido como el teorema de Bonnet-Myers, es un teorema clásico en la geometría riemanniana. La forma fuerte fue probada por Sumner Byron Myers. El teorema afirma que si la curvatura de Ricci de una variedad Riemanniana completa n- dimensional D es limitada por (n - 1) k > 0, entonces su diámetro es como máximo π/ √ k. El resultado más débil, debido a Ossian Bonnet , tiene la misma conclusión, pero bajo la hipótesis más fuerte de que las curvaturas seccionales se limitarán por debajo de k .
Además, si el diámetro es igual a π / √ k , entonces el colector es isométrico a una esfera de una curvatura de sección constante k . Este resultado de la rigidez se debe a Cheng (1975) , y se conoce a menudo como el teorema de Cheng .
Este resultado también es válido para la cubierta universal de una variedad riemanniana, en particular tanto M como su cubierta son compactas, por lo que la cubierta es de láminas finitas y M tiene un grupo fundamental finito .